# Бабинці (селище)
Баби́нці — селище Бучанського району Київської області України, на правобережжі річки Здвижу, за 6 км на північ від залізничної ст. Клавдієво. Населення — 2300 мешканців (2023). Входить до складу Бучанської міської громади.

## Географія
Селищем протікає річка Гниловід, права притока Здвижу.

## Історія
Бабинці вперше згадуються 1552 року в описі Київського замку та навколишніх земель, що проводився з оподаткування.
До кінця XVIII століття — володіння українського греко-католицького духівництва Речі Посполитої, згодом — графа Карла фон Сакена в Росії. 14 жовтня 1780 р. Бабинці віддаються у володіння митрополиту Радомишльського церковного округу Язону Смогоржевському. Коли в 1794 р. землі Полісся переходять до Росії, Катерина II щедро роздає маєтки своїм прибічникам. Бабинчани стали власністю нового господаря — графа Карла фон Сакена. Після цього феодала бабинецький маєток переходить у спадщину його родичу — камергеру Івану Остен Сакену (Архів, ч. 1, т. 4).
В 1840 р. Остен Сакен продає Бабинці поміщику Феліксу Семеновичу Ільяшевичу. В селі мешкало тоді 303 чол., землі було 2835 десятин. Земельні наділи, що надавалися селянам, були малородючими. Щоб прожити, місцеві селяни займалися збиранням грибів, ягід, убогим землеробством та випалювали поташ на продаж (Похилевич). 1900 у селищі було 87 дворів, 571 житель. Напередодні Першої світової війни ці землі належали М. фон Меккові. 1923 у Бабинцях налічувалося 190 дворів, проживала 1041 особа. Від 1938 — смт.
Метричні книги, клірові відомості, сповідні розписи церкви св. Косми та Даміана (побудована у 1764 р.) с. Бабинці (приписні с.с.* Стара Гута, Голокрили, Рудня Шибенська, Філіціанівка (Голинь) (1910)) Димерської волості Київського пов. Київської губ. зберігаються в ЦДІАК України. http://cdiak.archives.gov.ua/baza_geog_pok/church/baby_004.xml [Архівовано 20 грудня 2018 у Wayback Machine.]
За активну участь у другій світовій війні понад 200 жителів нагороджено орденами й медалями СРСР. 1942 року в селі працювала підпільна комсомольська група, яку очолювала вчителька Г. В. Козлова.
В «Історії міст і сіл Української РСР» про Бабинці початку 1970-х надано такі відомості:

| Бабинці — селище міського типу (з 1938 р.), центр селищної Ради, розташоване за 15 км від районного центру і за 7 км від залізничної станції Клавдієво. Населення — 2900 чоловік. Селищній Раді підпорядковані населені пункти Буда-Бабинецька, Голокрилля, Рудня-Шибенська. У селищі працює склозавод, заснований 1860 року. За самовіддану працю 3 робітники заводу відзначені урядовими нагородами. На території Бабинців середня і початкова школи, бібліотека, лікарня. Вчителька середньої школи О. К. Петренко нагороджена орденом Леніна[2]. |

## Сьогодення
Нині у селищі середня школа, 2 бібліотеки. В околицях Бабинців — великі поклади торфу. Працює завод будівельних сумішей, декілька фермерських господарств, декілька пилорам. Створюється мисливське господарство «Здвиж»

## Населення

### Мова
Розподіл населення за рідною мовою за даними перепису 2001 року:
| Мова            | Кількість | Відсоток |
| --------------- | --------- | -------- |
| українська      | 2503      | 95.28%   |
| російська       | 121       | 4.60%    |
| білоруська      | 1         | 0.04%    |
| інші/не вказали | 2         | 0.08%    |
| Усього          | 2627      | 100%     |

## Відомі люди
- Діденко Анна Вікторівна — українська художниця, член Національної спілки художників України.
- Телюк Ігор Володимирович (1979—2017) — солдат Збройних сил України, учасник російсько-української війни.
- Юрченко Віктор Аркадійович (1963—2022) —український футболіст та футбольний тренер.